# 水池愛香
水池 愛香（みずいけ あいか、1993年9月22日 - ） は、日本のグラビアアイドル、実業家、インフルエンサー。兵庫県出身。ファッションブランド「Charlie Style」代表取締役、YouTube運営代行会社「YouMedia, Inc.」CEO。過去にはイエローキャブに所属。（身長154cm、血液型AB）

## 略歴
1993年9月22日生まれ。18歳の時に父と共に就労継続支援A型の会社を設立し、取締役に就任。のちに2社目も設立し、取締役に就任する。
20歳のときに上京し、設立した2社の業務をテレワークで継続しながら、ワタナベエンターテインメントカレッジにて2年間芸能を学ぶ。グラビアアイドルやタレントとして活動するが、業界構造に疑問を抱き、事務所を退所。以後はフリーで活動を始め、SNSに注力する。
エンタメ業界の裏側を学ぶため、イベント運営ディレクターや放送作家のアシスタントプロデューサーなど制作側の経験を積む。さらに、身体の仕組みや芸能・政財界について学ぶため、美木良介の元でロングブレスインストラクターとして7年間赤坂にて活動。
YouTube第三世代時に、テレビ局のディレクターと共に初のYouTubeチャンネルを立ち上げることを機に動画メディアに興味を持ち、TikTokにも初期から参入。TikTok運用開始1ヶ月で100万回再生を達成し、初のバズを経験。
SNSでの発信が注目され、現在はInstagramのフォロワーは約14万人、YouTube登録者数は約12万人にのぼるなど、総フォロワー数は約45万人に達する。
23歳のとき、自身の身体的特徴と向き合い、「胸が大きい女性向けの服がない」という課題に着目。クラウドファンディングで131%を達成し、アパレルブランド「Charlie Style株式会社」を設立。コロナ禍の影響で製造に困難を抱えながらも、渋谷西武百貨店でのPOPUPイベントやファッションショーを開催し、同ブランドの衣装はドラマやミュージックビデオにも提供されている。
26歳時には、YouTubeに関連した新たなビジネスアイデアを構想し、その12時間後に投資を受け、「株式会社You Media」を設立。自身のキャッチコピーを「おっぱいのプロ」とし、YouTubeでは開設10ヶ月でチャンネル登録者数10万人を突破。100万再生超えの動画を7本、296万再生・877万再生のヒット動画も排出している。
Instagramのリールでは、最大350万回・134万回・128万回再生の動画を投稿し話題となる。
2024年にはYouTube番組『学生起業王』を企画・制作。また2023年には大王製紙元会長・井川意高にYouTubeチャンネル開設を提案し、コンセプト「天上人の戯れ」としプロデュース。運用開始から2.5ヶ月で登録者数10万人を突破し、2024年3月には同チャンネル内の企画で169万回再生の動画を達成。
2025年1月には236万回再生の動画を排出し、5月時点で同チャンネルは登録者数46万人を超えている。

## 経歴（年表）
- 1993年9月：兵庫県に生まれる。
- 2011年頃：高校卒業後、上京。芸能活動を開始。モデルやグラビアアイドルとして活動。
- 2015年：雑誌やイベントへの出演を重ね、グラビアアイドルとして注目を集める。
- 2016年：人狼アイドルBABYWOLF結成。第1期メンバーとなる。

- 2017年：YouTubeでの情報発信を本格化。美容・恋愛・体型に関するリアルなトークが反響を呼ぶ。
- 2020年3月：アパレルブランド「Charlie Style」を立ち上げ[2]、自らモデル・ディレクター・代表を務める。
- 2020年7月31日: BABYWOLF脱退。
- 2022年：YouTubeの運営代行やSNS支援を行う会社「YouMedia, Inc.」を設立。代表に就任。
- 2022年：YouTubeのフォロワー数が10万人を超える。
- 2023年：Instagramのフォロワー数が10万人を超える。企業や個人のSNSプロデュースもスタート。
- 2024年11月：YouTubeで配信されたビジネスリアリティーショー『ノンタイトル』シーズン4によって設立された学校事業「WINGS高等学校」SNS部門の講師を務める。
- 2025年4月：金子賢主催の「サマー・スタイル・アワード（SSA）」グラマラス部門に初出場し、4位入賞[2]。
- 2025年5月：YouTuberのヒカルと総合格闘家の朝倉未来がアンバサダーを務める、ビジネスリアリティショー『ノンタイトル（Nontitle）』シーズン5高卒メンバーとして出演。

## メディア出演
テレビ
- 『徳井義実×大橋未歩【バラステ】妄想中毒』出演（2019.3月、ABEMA）
- 『恋するシンデレラ』出演（2020.12月、石橋貴明プレミアム）
- 『私をサウナに連れてって』（2021年、テレビ東京）
- 『恋のお世話始めました』出演（2022.6月、ABEMA）
- 『アベプラ②猛暑でも厚着を…視線は凶器？見るハラの実態とは』出演（2022.7月、ABEMA）
- 『「胸が大きくても似合う服を作りたい」水池愛香さんが、経営者とグラドルの「二刀流」に辿り着くまで』掲載（2022.11月、現代ビジネス）
- 『アピれる優勝動物の森』（2023年、オールナイトフジコ フジテレビ）＃

映画
- 『大きい女の子は好きですか?』（2020年） - 山田早苗 役[4]
- 『TURNING POINT3』（2023年） - 矢野曜子 役

DVD
- 『水色の愛』（2020年、スパイスビジュアル）[1]

## 受賞歴
- 2025年4月：「サマー・スタイル・アワード（SSA）」グラマラス部門 4位入賞[2]